# Tableland
Tableland es una localidad de Trinidad y Tobago, que forma parte de la región de Princes Town.

## Geografía
La localidad abarca parte de la isla Trinidad y limita al norte con Robert Village, Fonrose Village y Poole (estas dos últimas localidades pertenecientes a la región de Mayaro-Rio Claro), al sur y este con St. Mary's Village y al oeste con George Village.

## Demografía
Datos demográficos de la localidad de Tableland:
| Gráfica de evolución demográfica de Tableland entre 2000 y 2011 |
|                                                                 |